# 金梭鱼科
金梭鱼科（学名：Sphyraenidae）为鲈形目的一个科。

## 下级分类
本科包括以下属：
- 副金梭鱼属 Parasphyraena Switchenska, 1968
- 金梭鱼属 Sphyraena Artedi, 1793